# Sapperton-Kanaltunnel

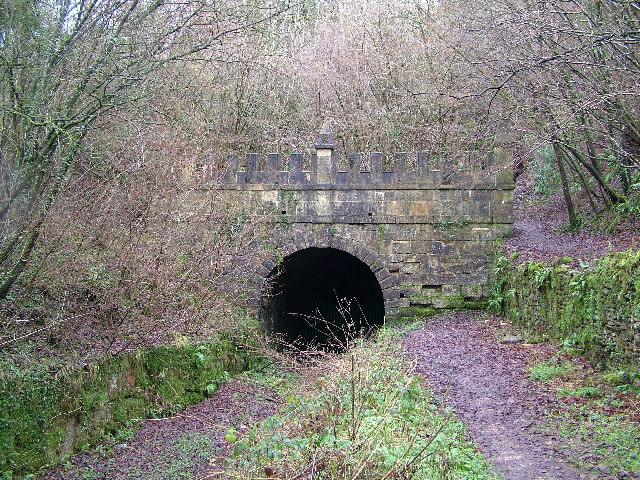
Sapperton-Tunnel, Nordportal

Der Sapperton-Kanaltunnel ist ein Tunnelbauwerk am Themse-Severn-Kanal, der die Cotswold Hills durchquert. Er liegt in der Nähe von Tarlton und Cirencester in Gloucestershire in South West England und war bei seiner Eröffnung im Jahr 1789 nicht nur der längste Tunnel eines Narrowboat-Kanals, sondern der längste Tunnel Englands überhaupt.

## Geschichte
Der Bau des 3490 Meter langen Kanaltunnels dauerte fünf Jahre. Der Tunnel führt teilweise durch soliden Fels aus Kalkstein und in weiten Bereichen durch lehmiges Material, das eine Ausmauerung notwendig machte. Die Tunnelportale sind in Mauerwerk ausgeführt und weisen aufwändige architektonische Formen auf. Einen Treidelpfad gab es im Tunnel nicht.
Im Roman „Hornblower wird Kommandant“ von C. S. Forester wird eine Fahrt auf einem getreidelten Postboot über den Kanal in Richtung Themse und durch den Tunnel anschaulich geschildert. Hier wird auch beschrieben, wie das Boot durch den leinpfadlosen Kanal bewegt wird. Diese Technik nennt sich Legging. Zwei Personen liegen auf einem Querbalken am Vorderteil des Schiffes und treiben das Schiff durch „Laufen“ an der Tunnelwand durch den Tunnel.
Erst im Jahr 1811 wurde der Sappertontunnel als längster Kanaltunnel Englands abgelöst durch den Standedge-Kanaltunnel, die Schlüsselstelle des Huddersfield-Narrow-Kanals.
Seit der Aufgabe des Themse-Severn-Kanals, der stets unter schwierigen Wasserverhältnissen, besonders unter starkem Wasserverlust gelitten hatte, zerfiel der Bau um 1927. Nach ersten Instandsetzungsarbeiten um 1960 wurden Schifffahrten für Touristen auch durch den Sappertontunnel angeboten, bis dieser im Bereich, wo er durch Lehmschichten führt, schließlich teilweise einstürzte.